# Liam Munther
Liam Munther, född 14 februari 2001, är en svensk fotbollsspelare som spelar för Varbergs GIF.

## Karriär
Munthers moderklubb är Varbergs BoIS. I mars 2018 skrev han på sitt första A-lagskontrakt med klubben, vilket sträckte sig över tre säsonger. Debuten kom också samma år, då han hoppade in i den sista omgången av Superettan i 1-3-förlusten mot Helsingborgs IF den 10 november 2018.
De två efterföljande säsongerna matchades Munther främst i samarbetsklubben Varbergs GIF, men han hann även med att göra allsvensk debut i 3-2-segern mot Malmö FF den 29 november 2020. Efter säsongens slut skrev Munther på ett nytt ettårskontrakt med Varbergs BoIS. I samband med det meddelades det också att han främst skulle få speltid i samarbetsklubben Tvååkers IF säsongen 2021. Munther var även utlånad till Ullareds IK under säsongen 2021. Efter säsongen 2021 lämnade han Varbergs BoIS.
Inför säsongen 2022 gick Munther till division 2-klubben Varbergs GIF, där han tidigare spelat på lån.

## Personligt
Liam Munthers pappa Pär Munther är före detta fotbollsspelare som gjorde över 330 matcher för Varbergs BoIS under åren 1996–2005.

## Karriärstatistik
| Klubb              | Säsong             | Liga                          | Liga    | Liga | Nationell cup | Nationell cup | Totalt  | Totalt |
| Klubb              | Säsong             | Division                      | Matcher | Mål  | Matcher       | Mål           | Matcher | Mål    |
| ------------------ | ------------------ | ----------------------------- | ------- | ---- | ------------- | ------------- | ------- | ------ |
| Varbergs BoIS      | 2018               | Superettan                    | 1       | 0    | 1             | 0             | 2       | 0      |
| Varbergs BoIS      | 2019               | Superettan                    | 0       | 0    | 0             | 0             | 0       | 0      |
| Varbergs BoIS      | 2020               | Allsvenskan                   | 1       | 0    | 0             | 0             | 1       | 0      |
| Varbergs BoIS      | Totalt             | Totalt                        | 2       | 0    | 1             | 0             | 3       | 0      |
| Varbergs GIF (lån) | 2019               | Division 3 Sydvästra Götaland | 13      | 7    | —             | —             | 13      | 7      |
| Varbergs GIF (lån) | 2020               | Division 2 Västra Götaland    | 13      | 5    | —             | —             | 13      | 5      |
| Varbergs GIF (lån) | Totalt             | Totalt                        | 26      | 12   | 1             | 0             | 26      | 12     |
| Tvååkers IF (lån)  | 2021               | Ettan Södra                   | 10      | 0    | 0             | 0             | 10      | 0      |
| Ullareds IK (lån)  | 2021               | Division 2 Västra Götaland    | 2       | 0    | 0             | 0             | 2       | 0      |
| Varbergs GIF       | 2022               | Division 2 Västra Götaland    | 21      | 4    | 0             | 0             | 21      | 4      |
| Varbergs GIF       | 2023               | Division 2 Västra Götaland    | 25      | 5    | 0             | 0             | 25      | 5      |
| Varbergs GIF       | Totalt             | Totalt                        | 46      | 9    | 0             | 0             | 46      | 9      |
| Totalt i karriären | Totalt i karriären | Totalt i karriären            | 86      | 21   | 1             | 0             | 87      | 21     |